# Kill II This
Kill II This (manchmal auch Kill 2 This) ist eine englische Industrial-Metal- und Groove-Metal-Band aus Stockport, die 1996 gegründet wurde, sich ca. 2005 unter dem Namen City of God auflöste und seit 2014 wieder aktiv ist.

## Geschichte
Die Band wurde im März 1996 von dem Gitarristen Mark Mynett und dem Schlagzeuger Jeff Singer gegründet. Ergänzt wurde die Besetzung durch den Sänger Nick Arlea und den Bassisten Pete Stone. Bis auf Arlea waren zuvor alle Mitglieder in der Band China Beach aktiv gewesen. Der Bandname Kill II This geht auf Mynett zurück, der, als er 19 Jahre alt war, wegen seines Betäubungsmittelkonsums berauscht und nackt auf einem Friedhof tanzend, sich einbildend mit den Toten zu sprechen, festgenommen und infolgedessen in eine Psychiatrie eingewiesen worden war. In seinem Zimmer hatte mit Blut an einer Wand geschrieben gestanden „I kill all this“.
Im Juni 1997 erschien über Hardware Records das von Colin Richardson abgemischte Album Another Cross II Bare. Das Album wurde aufgrund seines Covers in seiner ursprünglichen Form in Japan verboten, sodass es abgeändert werden musste. Kurze Zeit später kam Andy Whitehead als neuer Bassist hinzu. Ebenfalls im Juni 1997 ging es zusammen mit Grip Inc. und Skinlab auf Europatournee. Im Herbst spielte die Band zusammen mit Megadeth, wobei sie auch zusammen mit Testament auftrat. Auch war die Gruppe live mit Annihilator zu sehen. Dabei waren die beiden Bands auch zusammen mit Dearly Beheaded in München zu sehen. Später begannen mit dem Produzenten Andy Sneap die Vorarbeiten zum nächsten Album. Im April 1998 kam Caroline Campbell als neue Bassistin zur Besetzung, die erstmals im Sommer des Jahres mit der Band als Vorgruppe von Stuck Mojo live unterwegs war. Danach stieg Arlea aus und wurde durch den Sänger Patt Pollock ersetzt.
Nachdem 1998 über Visible Noise das Album Deviate veröffentlicht worden war, ging es auf Tournee, wobei seit Ende des Jahres der 17-jährigre Ben Calvert das Schlagzeug für Singer übernommen hatte. Die Band spielte zusammen mit Anthrax, trat mit Soulfly in Großbritannien auf und ging auf Tour durch Europa mit Entombed. 1999 war die Band auch zusammen mit My Ruin zu sehen. Nach einer Tour durch Großbritannien im Jahr 2000 mit Earthtone9 und Linea 77 folgten Konzerte mit Slipknot auf deren erster Europatour. Im Juli 2000 gehörte die Band zum Programm des Londoner Lost Weekend Festivals. 48 Stunden zuvor hatte Calvert die Band verlassen, woraufhin Jay Micciche von der Band Vacant Stare einsprang. Permanenter Schlagzeuger wurde im Sommer 2000 Steve Rooney. Im Herbst des Jahres ging es zusammen mit Brutal Deluxe und den Lostprophets auf Tournee. Danach trennte sich Campbell im Streit von der Gruppe, woraufhin Stone zur Besetzung zurückkehrte.
Auf dem dritten Album Trinity, das erneut von Sneap produziert und im selben Jahr veröffentlicht worden war, ist Burton C. Bell als Gastsänger im Lied Two Tribes, im Original von Frankie Goes to Hollywood, enthalten. An den Turntables ist Ross Stone von Vacant Stare zu hören. Mitte 2001 war die Gruppe auf dem Graspop Metal Meeting zu sehen. Im August des Jahres wurde bekannt, dass sich Visible Noise von der Band getrennt hatte, ehe Pollock kurze Zeit später seinen Ausstieg verkündete. Am 26. November 2001 wurde daraufhin der neue Sänger Phil Bretnall präsentiert. Nach Auftritten mit Devin Townsend und Godflesh in Großbritannien im Dezember, spielte Kill II This im Januar 2002 im Camden Underworld als Vorgruppe für SOiL. Die nächste Großbritannientournee wurde mit Fear Factory abgehalten, danach gab es erneute Auftritte mit Slipknot in Europa.
2003 schloss sich mit dem Album Mass. [Down.]-Sin. (Drone.) die nächste von Sneap produzierte Veröffentlichung an. Nach Auftritten mit Anthrax und Type O Negative in Großbritannien, ging es im September 2003 mit Area 54 auf UK-Tournee. Danach folgten Auftritten mit Machine Head in Europa, denen sich weitere in Europa mit Slitheryn und Dagoba anschlossen.
Im Frühling 2004 gab Mark Mynett bekannt, dass das fünfte Album der Gruppe ihr letztes sein würde. Ab Oktober 2004 nannte sich die Band City of God, woraufhin das Album A New Spiritual Mountain veröffentlicht wurde, das im Januar 2005 fertiggestellt worden war. Die Besetzung bestand dabei neben Mynett aus dem Schlagzeuger Jeff Singer, dem Sänger Simon Gordon und dem Bassisten Tim Preston. Für das Lied God Kills America wurde im Februar 2005 ein Musikvideo erstellt, dem im Mai für When Broken Glass Floats ein zweites folgte. Die Band ging nicht auf Tour, um den Tonträger zu bewerben, stattdessen löste sie sich auf.
2014 reaktivierten Singer, Mynett und Stone Kill II This, wobei Simon Gordon den Gesang übernahm. Nachdem die Band auf dem La Fiesta Du Rock in Belgien und dem Bloodstock Open Air aufgetreten war, ging es im Herbst 2016 auf Tour durch Großbritannien.

## Stil
Joel McIver zählte die Gruppe in seinem Buch The Next Generation of Rock & Punk Nu-Metal zur „new wave of British nu-metal“. Martin Popoff schrieb in seinem Buch The Collector’s Guide of Heavy Metal Volume 4: The ’00s über Mass. [Down.]-Sin. (Drone.), dass hierauf Gothic Rock, Industrial, progressiver Black Metal, etwas Nu Metal und die geradlinigen Grooves von Paradise Lost vermischt werden. Andererseits klinge die Gruppe jedoch auch wie eine Mischung aus Slipknot und Stuck Mojo. Popoff fasste die Musik insgesamt als futuristischen Progressive Metal zusammen.
Matthias Weckmann vom Metal Hammer stellte fest, dass man auch auf dem Debütalbum noch Neo-Thrash-Einflüsse feststellen kann, sodass ein Vergleich zu vorherigen China-Beach-Zeiten naheliege. Der Vergleich passe auf Deviate jedoch nicht mehr, da man nun Industrial-Gitarren einsetze. Den Stilwandel begründete Mynett im Interview mit Weckmann dadurch, dass man früher oft mit Machine Head und Pantera verglichen wurde, jedoch könne man solchen Bands nicht das Wasser reichen. Da er im Metal-Bereich nichts Innovatives mehr habe finden können, habe er sich dann verstärkt mit elektronischer Musik beschäftigt. Weckmann fasste Deviate wie folgt zusammen: „[D]ie Gitarren surren wie Turbinen, weibliche Background-Vocals setzen einen genialen Kontrapunkt zu den harschen Tönen des neuen Sängers Mat Pollock und die Samples stützen die unaufhaltsame Energie der Songs, die qualitativ selbst nicht vor den Genreführern Fear Factory zurückschrecken müssen“.
Uwe „Buffo“ Schnädelbach vom Rock Hard schrieb in seiner Rezension zu Another Cross II Bare, dass man hierauf „brutalen, zumeist mörderisch groovenden Power/Thrash Metal“ hören könne, wobei man sich oft an Machine Head oder Pantera erinnert fühle. Als Gesang werde nicht nur „aggressiv durch die Gegend [ge]brüllt“, sondern der Sänger könne auch passabel singen. Zwei Jahre später stellte Wolfgang Schäfer in der Rezension zu Deviate fest, dass die Band sich seit der Gründung im Industrial-Bereich befindet. Die Band habe ein besonderes Gespür für griffige Melodien. Als Basis benutze man „genregerecht fett inszenierte und produzierte Gitarren, knackige Grooves und Rap-Beats, über die diverse elektronische Spielereien, Gescratche und soulig angehauchte weibliche Backings getürmt werden“. Der Gruppe gelinge der Spagat zwischen Härte und Melodie, wobei man sie als „minimal gemäßigtere und melodischere Ausgabe von Machine Head und Clawfinger“ bezeichnen könne. Drei Ausgaben später schrieb das Rock Hard, dass Deviate für Leute geeignet ist, die von Fear Factorys Obsolete enttäuscht seien und das Album könne es sogar mit Demanufacture aufnehmen. Insgesamt spiele die Gruppe eine „durch Scratches & Loops aufgemotzte Mischung aus Industrial- und Thrash-Metal“. Im Interview mit dem Magazin gab Mynett an, dass alle Lieder der CD von Isolation, Einsamkeit, Verzweiflung und Wut handeln. Seine Kindheit habe ihn stark geprägt, da seine Eltern mit Einäscherungs-Geräten gehandelt hätten, sodass er oft auf Friedhöfen gespielt habe und dadurch Interesse an Dingen wie gewalttätiger Literatur entwickelt habe. Besonders fasziniere ihn das Alte Testament, das voller Sex und Gewalt sei. In einer weiteren Ausgabe rezensierte Schnädelbach Trinity und zählte die Band zu den „besten Modern/Neo-Metalbands Europas“, wobei sich die Musik vor allem durch Originalität auszeichne, indem man unter anderem vermeide, Gruppen wie Fear Factory zu kopieren. In den Songs setze die Band Loops und Samples ein und baue auf eine Mischung aus „satten Grooves und griffigen Melodien“. Wolfram Küper stellte in seiner Rezension zu Mass. [Down.]-Sin. (Drone.) fast, dass man die Band in keine eindeutige Kategorie stecken kann, sodass man ihr am ehesten die inhomogene Bezeichnung Crossover zuweisen könne. Die Gruppe verbinde klassischen Thrash Metal, Nu Metal und Industrial sowie akustische, symphonische und orientalische Elemente. Hinzu komme ein abwechslungsreicher Gesang. Dadurch habe man ein „interessantes, kreatives und abwechslungsreiches modernes Album“ geschaffen.

## Diskografie
als Kill II This
- 1996: Kill II This (Demo, Eigenveröffentlichung)
- 1997: Another Cross II Bare (Album, Hardware Records)
- 1998: Deviate (Album, Visible Noise)
- 2000: Trinity (Album, Visible Noise)
- 2003: Mass. [Down.]-Sin. (Drone.) (Album, M10 Records)

als City of God
- 2005: A New Spiritual Mountain (Album, Digital Requiem Records)